# RENDEZ-VOUS (高中正義のアルバム)
『RENDEZ-VOUS』（ランデ・ヴー）は、日本のギタリストである高中正義が1987年6月5日にリリースした14枚目のオリジナルアルバムである。

## 解説
前作『JUNGLE JANE』から約1年ぶりのオリジナルアルバム。
このアルバム以降、ラップやダンス・ミュージック調の楽曲が多く制作されている。

## 批評
『CDジャーナル』は、「ラップまでフィーチュアしてしまった思い切りダンサブルなダンス・ミュージックとトロケるようなトロピカル・バラードを極めたニュー・アルバム。甘く歪んだギター・サウンドはまさに快感。」と批評した。

## 収録曲

### A面
| 全作曲・編曲: 高中正義。 |                                  |              |            |      |
| #                        | タイトル                         | 作詞         | 作曲・編曲 | 時間 |
| 1.                       | 「ALL NIGHT」                    | Daryl Canada | 高中正義   | 4:50 |
| 2.                       | 「BAD CHICKEN」                  |              | 高中正義   | 5:17 |
| 3.                       | 「STANDING ON THE EDGE OF LOVE」 | Daryl Canada | 高中正義   | 5:07 |
| 4.                       | 「SAVE OUR SPACE FOR CHILDREN」  |              | 高中正義   | 5:02 |
| 合計時間:                | 合計時間:                        | 合計時間:    | 20:16      |      |

### B面
| 全作曲・編曲: 高中正義。 |                           |              |            |      |
| #                        | タイトル                  | 作詞         | 作曲・編曲 | 時間 |
| 1.                       | 「SUMMER YOU」            | クララ新里   | 高中正義   | 4:39 |
| 2.                       | 「ONE MORE NIGHT」        | リリカ新里   | 高中正義   | 4:12 |
| 3.                       | 「CARRY ME AWAY」         | リリカ新里   | 高中正義   | 3:43 |
| 4.                       | 「“SOON COME” SUNSET」    |              | 高中正義   | 3:40 |
| 5.                       | 「MOONLIGHT RENDEZ-VOUS」 | Daryl Canada | 高中正義   | 6:02 |
| 合計時間:                | 合計時間:                 | 合計時間:    | 22:16      |      |

## 楽曲解説

### A面
1. ALL NIGHT
  - 12インチレコード盤「BAD CHICKEN」のB面曲。
2. BAD CHICKEN
  - 先行シングル。薬師丸ひろ子が出演した東芝ビデオ デジタルハイファイのCMソングに起用された。
3. STANDING ON THE EDGE OF LOVE
  - 同年に発売されたシングル「SMOOTHER」のB面曲。この曲も、薬師丸ひろ子が出演した東芝ビデオ DIGITAL・Hi-FiのCMソングに起用された。
4. SAVE OUR SPACE FOR CHILDREN

### B面
1. SUMMER YOU
  - 7インチレコード盤「BAD CHICKEN」のB面曲。CHINON SPLASHのCMソングに起用された。
2. ONE MORE NIGHT
3. CARRY ME AWAY
4. “SOON COME” SUNSET
5. MOONLIGHT RENDEZ-VOUS

## 参加ミュージシャン
- All Tunes Written, Arranged Programmied and Played by 高中正義

Additional Musicians
- Keyboards(Brass Arrangets)：新川博(Side-A:#2,#4/Side-B:#4)
- Percussion：Martin Ditcham(Side-B:#5)
- Steel Dram：Frank Grant
  - Vocals：Vicki Sue Robinson(Side-A:#2,#4/Side-B:#5), Robin Clark(Side-A:#1,#2,#4/Side-B:#5), Gordon Grody(Side-A:#1,#2,#4/Side-B:#5), Daryl Canada(Side-A:3,#4), EVE(Side-B:#1,#2,#3)
  - Rap：Vernon Lloyd(FAT BACK BAND)(Side-A:#2)